# Hermine von Siegstädt

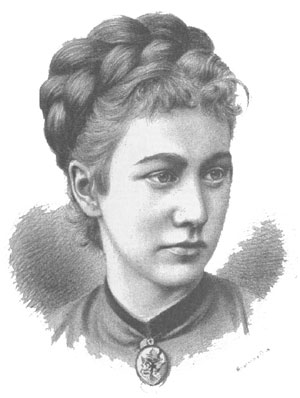
Hermine von Siegstädt

Hermine von Siegstädt, eigentlich Procháska, Edle von Siegstädt (1844 in Wien – nach 1883) war eine österreichische Opernsängerin der Stimmlage Sopran. Sie wurde 1864 als Elevin an die k. u. k. Hofoper in Wien verpflichtet und blieb dort bis 1882 verpflichtet. Ihr weiteres Schicksal ist unbekannt.

## Leben und Werk
Die Sängerin war die Tochter des k. u. k. Oberstleutnants Anton Prochaska, Edler von Siegstädt (verstorben 1875). Sie hatte zumindest drei Schwestern, Marie, Louise und Emilie.
1864, im Alter von zwanzig Jahren, wurde sie als Elevin an die Wiener Hofoper engagiert. 1867 wurde sie reguläres Ensemblemitglied des Hauses und blieb dies bis Dezember 1882. Kutsch/Riemens schreiben über sie: „Ihr Name verdient vor allem deshalb erwähnt zu werden, weil sie in Uraufführung der Oper Die Königin von Saba von Karl Goldmark am 10.3.1875 an der Wiener Hofoper die Partie der Astaroth (mit dem berühmten ‚Lockruf‘) kreierte.“

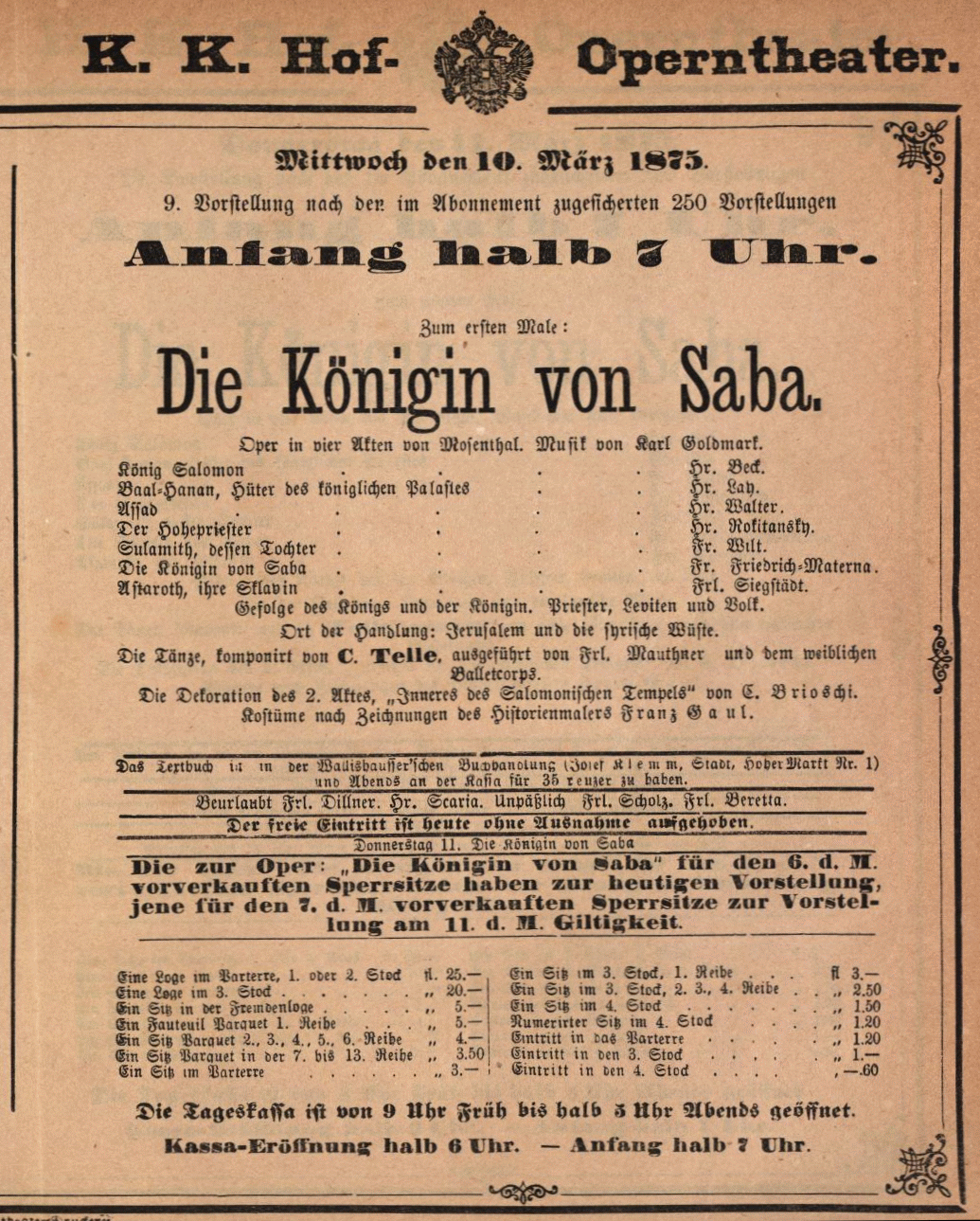
Plakat der Uraufführung

Hermine von Siegstädt sang an der Hofoper allerdings auch ein breitgefächertes Repertoire, soweit sich das bereits überblicken lässt, da das Archiv der Wiener Staatsoper noch nicht vollständig aufgearbeitet wurde. Sie übernahm sowohl zentrale Rollen, wie die Venus, die Prinzessin Eudoxie und die Marzellinen in Beethovens Fidelio und in Cherubinis Wasserträger, als auch eine Reihe von kleineren Rollen. In den Wiener Erstaufführungen von Wagners Ring des Nibelungen war sie als Rheintochter Woglinde und als Walküre Helmwige beteiligt. In Folgevorstellungen übernahm sie auch die Stimme des Waldvogels im Siegfried. Siegstädt sang sowohl französisches und italienisches als auch deutsches Repertoire. Sie übernahm eine Reihe von Hosenrollen, wie den Jemmy, den Siébel, den Urban und diverse Hirten.
Siegstädt wurde nach ihrem Weggang von der Wiener Hofoper 1883 nochmals erwähnt, doch verliert sich dann jede Spur von ihr.

## Rollen (Auswahl)

### Uraufführung
- 1875 Goldmark: Die Königin von Saba (k. u. k. Hofoper zu Wien, 10. März) – Astaroth

### Repertoire
| Auber: - Elvire in Die Stumme von Portici Beethoven: - Marzelline im Fidelio Bizet: - Mercedes und Frasquita in Carmen Cherubini: - Marcelline in Der Wasserträger Gluck: - Artemis in Iphigenie in Aulis - Dämon als Lucinde und Hirt in Armide - Diana in Iphigenie auf Tauris Gounod: - Siébel in Faust - Stephano in Roméo et Juliette Halévy: - Prinzessin Eudoxie in La Juive |  | Kretschmer: - Ein dalekarlisches Mädchen in Die Folkunger Meyerbeer: - Urban in Die Hugenotten - Erster Hirtenknabe in Dinorah - Ines in Die Afrikanerin Nicolai: - Jungfer Anna Reich in Die lustigen Weiber von Windsor Rossini: - Jemmy und Mathilde in Guillaume Tell Wagner: - Irene in Rienzi - Venus und Junger Hirt in Tannhäuser - Woglinde in Das Rheingold - Helmwige in Die Walküre - Stimme des Waldvogels in Siegfried - Woglinde in Götterdämmerung |